# Rancid
Rancid — каліфорнійський панк-рок гурт, заснований Метом Фріменом та Тімом Армстронґом.
Гурт утворений в 1991 році, з часом став одним з найвідоміших гуртів-виконавців панк-року поряд з такими гуртами як Green Day та The Offspring. Вже в 1992 році відомий лейбл Lookout! Records погодився опублікувати їх дебютний міні-альбом «I'm Not the Only One», який складався з 5 пісень. Проте справжнім дебютом, який приніс гурту світову славу став альбом «Rancid», який побачив світ у 1993 році. Для промо-туру учасникам знадобився другий гітарист — в пошуках їм допомагав навіть гітарист гурту Green Day. Отож основний склад гурту становив квартет Фрімен-Рід-Армстронг-Фредеріксен.
У 1994 році виконавці беруться за створення нового альбому, що отримав назву «Let's Go». На превелике здивування через декілька місяців цей альбом отримав золотий і згодом платиновий сертифікати. Третій альбом не змусив себе довго чекати та з'явився на полицях музичних крамниць уже у 1995 році під назвою «…And Out Come the Wolves». Цей альбом був не менш успішним і посів 35-ту позицію рейтингу Billboard 200.
В 1996 році гурт вирушає в турне Америкою, після чого бере відпочинок аж до 1998 року, коли повертається з новим творінням «Life Won't Wait». Найпопулярнішою роботою гурту став альбом «Indestructible», що з'явився у 2003 році та посів 15 позицію рейтингу Billboard 200.

## Учасники гурту
Поточні учасники
- Тім Армстронґ — гітара, вокал (1991–дотепер)
- Мет Фрімен — бас-гітара, вокал (1991–дотепер)
- Ларс Фредеріксен — ритм-гітара, вокал (1993–дотепер)
- Брендон Стейнекерт — ударні, перкусія (2006–дотепер)

Колишні учасники
- Бретт Рід — ударні, перкусія, бек-вокал (1991—2006)

## Дискографія
- Rancid (1993)
- Let's Go (1994)
- ...And Out Come the Wolves (1995)
- Life Won't Wait (1998)
- Rancid (2000)
- Indestructible (2003)
- Let the Dominoes Fall (2009)
- …Honor Is All We Know (2014)
- Trouble Maker (2017)
- Tomorrow Never Comes (2023)